# John Rumble
John Rumble est un cavalier canadien né le 27 août 1933 à St. Mary’s (Ontario), et mort le 5 décembre 2023 à Newmarket  (Ontario).

## Biographie
John Rumble dispute l'épreuve du concours complet par équipes aux côtés de Jim Elder et Brian Herbinson aux Jeux olympiques d'été de 1956 de Melbourne et remporte la médaille de bronze.
John Rumble meurt le 5 décembre 2023 à l'hôpital Southlake de Newmarket à l'âge de 90 ans,.